# Tipula porrecta
Tipula porrecta är en tvåvingeart som beskrevs av Alexander 1951. Tipula porrecta ingår i släktet Tipula och familjen storharkrankar.
Artens utbredningsområde är Peru. Inga underarter finns listade i Catalogue of Life.